# Хазратишох
Хазратишох или Хозратиши (на таджикски: Ҳазрати Шоҳ; на руски: Хазратишох) е планински хребет в Таджикистан, заемащ междинно положение между планинските системи на Хисаро-Алай на запад и Памир на изток. Простира се от север-североизток на юг-югозапад на протежение около 120 km покрай десния бряг на река Пяндж (лява съставяща на Амударя) на изток и долината на река Яхсу (ляв приток на Къзълсу, десен приток на Пяндж) на запад. На север чрез прохода Хабуработ (3252 m) се свързва с Дарвазкия хребет на Памир, а на юг завършва при големия завои на река Пяндж на запад. Изграден е основно от конгломерати. Максимална височина връх Юлиус Фучек 4573 m (38°07′33″ с. ш. 70°20′24″ и. д. / 38.125833° с. ш. 70.34° и. д.), разположен в централната му част. От него водят началото си реките Обиравноу, Обиминьоу и др. (десни притоци на Пяндж) и река Яхсу и множество нейни леви притоци (Обисурх и др.). Склоновете му са покрити със степна растителност и редки полуксерофитни храсти.

## Топографска карта
- J-42-Б М 1:500000[2]
- J-42-Г М 1:500000[3]